# As Manulea
As Manulea is een bestuurslaag in het regentschap Belu van de provincie Oost-Nusa Tenggara, Indonesië. As Manulea telt 674 inwoners (volkstelling 2010).